# نيكو جونسون
نيكو جونسون (بالإنجليزية: Nico Johnson)‏ (و. 1990  م) هو لاعب كرة قدم أمريكية، من الولايات المتحدة، ولد في أندالوسيا، يلعب كظهير ‏.

## التعليم
تعلم في Andalusia High School ‏.